# Spécificité cellulaire
La spécificité cellulaire est une propriété des cellules décrite par une théorie du développement cellulaire postulant que chaque cellule possède dès le départ les éléments spécifiques qui conditionneront son développement ultérieur spécifique. Cette théorie s'oppose à celle de l'indifférence cellulaire, pour laquelle chaque cellule est identique au départ et se développe différemment en fonction de son environnement,. 